# 中国百科全书史
中國百科全書史，係指20世紀初由西方引進西式百科全書書體到中國之歷史。
民國初年學者李煜瀛是最早研究西方百科全書者，介紹此一書體到中國並產生广泛影响。關於命名百科全书，他在《世界学典书例答问》中说：四十年前煜首译「encyclopedia」為「百科类典」，后中國因受《四库全书》命名的影响，改译为「百科全书」。近二世紀專科的encyclopedia出版颇多，在中文有《中國文学百科全书》等。文学本百科中之一科，固然其中亦可析为多科，然于一科之名下，復係以「百科」二字，終覺不甚妥当。且「全書」二字，在中文易与「四库全書」之叢書式的全书相混，不足表示其为另一書體，故煜后又改譯為「學典」。「學典」，即拉丁文「encyclopaedia」（英法文略同），有「所讲的學術環繞在内」之意。后凡包括一切學術在内一呈显知识世界且多系按辞典次序排列的书，每用此词以构成其书名，于是此词成为书体之一种。

## 历史
中国汉朝初年的《尔雅》，是中国百科全书性质著作的渊源。
中国古代的类书是一种百科全书式的资料汇编。第一部類書《皇覽》是西元220年魏文帝主編，已散失。歷代的類書還有杜公瞻《編珠》、歐陽詢《藝文類聚》（100卷）、虞世南《北堂書鈔》、徐堅《初學記》、李昉奉宋太宗之命而主編之《太平御覽》、1267年南宋王應麟編《玉海》，共240卷。明朝初期的《永樂大典》共有22937卷，另說22877卷，被认为是最早的接近现代意义上的百科全书，但大部分已散失。清朝康熙開始，由陳夢雷編《古今圖書集成》，到了雍正初年，又由蔣廷錫繼續。到嘉庆年间，监考官姚元之发现考生经常夹带一些《类典》、《文海题备》、《四书人物类典串珠》等应考的类书进场作弊，于是在1815年向嘉庆帝奏请查禁此类类书。嘉庆皇帝认为抄录类书不是真才实学，谕令查禁类书。自此，类书的发展走入了末路:54-55。
1911年，中国词典公司出版了14册《普通百科新大词典》，此后陸爾奎出版了《辭源》，1930年楊家駱編輯了《中國學術百科全書》。1936年中华书局出版了《辞海》。
1981年，中華民國出版了《中華百科全書》，總計十冊，分三十八種類別，約一萬五千餘條條目。中華人民共和國成立後，1978年至1993年耗時15年編寫了《中國大百科全書》，全套共分74冊，涵蓋66個學門領域，8萬多個條目。其总编辑姜椿芳也被认为是中国现代百科全书的奠基人:3-4。
《中华大典》，又被称作“中国古代典籍的百科全书”、中华人民共和国成立以来最大的文化出版工程，是一部中国古代典籍丛书，从1980年代倡议编纂到2010年代陆续完成整整历时30年。